# Trachyspermum halophilum
Trachyspermum halophilum är en flockblommig växtart som beskrevs av Hedge, Lamond och Karl Heinz Rechinger. Trachyspermum halophilum ingår i släktet ajowaner, och familjen flockblommiga växter. Inga underarter finns listade i Catalogue of Life.